# 2021年の道路
2021年の道路（2021ねんのどうろ）とは、2021年（令和3年）に起こった道路関係の出来事をまとめたページである。
2020年の道路 - 2021年の道路 - 2022年の道路

## 出来事の一覧

### 2月
- 13日
  - （災害通行止め）  福島県沖地震により東北地方を中心に多くの道路が一時通行止めに。常磐自動車道 相馬IC - 新地IC間で土砂崩れが発生し、上下線とも通行止めが継続[1][2]。
- 17日
  - （通行止め解除）  上記の常磐自動車道 相馬IC - 新地IC間での土砂崩れ発生による、上下線の通行止めが解除[3]。
- 26日
  - （TB供用）  第二京阪道路 鴨川西本線料金所[4]
  - （長期通行止め解除）  第二京阪道路 鴨川東IC ⇒ 鴨川西IC (0.6 km)（下り線。料金所設置のため、2020年（令和2年）4月1日から通行止めとなっていた。）[4]
- 27日
  - （開通）  国道55号 高知東部自動車道 高知南国道路 高知IC/JCT - 高知南IC (6.2 km)[5]
  - （開通）  都城志布志道路 有明志布志道路 有明東IC - 志布志IC (3.6 km)[6][7]
- 28日
  - （開通）  中津日田道路 耶馬溪道路 耶馬溪山移IC - 下郷交差点 (5.0 km)[8]

### 3月
- 5日
  - （長期間閉鎖）  首都高速湾岸線 浮島入口（冠水対策工事のため、5月下旬までの予定。）[9]
- 6日
  - （開通）  国道45号 三陸沿岸道路 気仙沼道路 気仙沼港IC - 唐桑半島IC (7.3 km)[10]
  - （拡幅）  仙台東部道路 亘理IC - 岩沼IC (2.2 km) (2車線→4車線)[11]
  - （拡幅）  常磐自動車道 山元IC - 亘理IC (11.5 km) (2車線→4車線)[11]
- 7日
  - （開通）  国道325号 新阿蘇大橋[12][13]
- 13日
  - （IC供用）  九州自動車道 桜島スマートIC（加治木JCT方面入口）[14]
- 14日
  - （開通）  国道2号 木原道路 福地IC（広島県尾道市福地町） - 糸崎ランプ（広島県三原市糸崎8丁目） (3.8 km)[15]
  - （開通）  国道208号 有明海沿岸道路 大川バイパス 大川東IC - 大野島IC (3.7 km)[16]
- 19日
  - （開通）  福島県道391号広野小高線 井出工区の一部 (0.58 km)[17]
- 20日
  - （開通）  国道45号 三陸沿岸道路 洋野階上道路 洋野種市IC - 侍浜IC (16.0 km)[18]
  - （開通）  国道408号 鬼怒テクノ通り 真岡南バイパス 栃木県真岡市寺内 - 長田 (3.1 km)[19]
- 21日
  - （開通）  徳島南部自動車道 徳島津田IC - 徳島沖洲IC (2.4 km)[20]
- 22日
  - （開通）  国道293号 楡木バイパス 栃木県鹿沼市上殿町 - 下奈良部町 (1.6 km)[21]
- 23日
  - （開通）  国道270号 宮崎バイパス 鹿児島県南さつま市金峰町中津野 - 金峰町尾下 (1.3 km)[22][23][24]
- 25日
  - （フルIC化）  国道7号 新新バイパス 大夫興野IC（曽和IC方面出口）[25]
- 26日
  - （開通）  福島県道・宮城県道38号相馬亘理線 坂元・山寺復興道路 山寺工区 (4.7 km)[26]
  - （拡幅）  舞鶴若狭自動車道 福知山IC - 綾部IC (10.4 km) (2車線→4車線)[27]
- 27日
  - （開通）  国道18号 長野東バイパス 長野県長野市北長池 - 柳原 (2.8 km)[28]
  - （IC供用）  東名高速道路 豊田上郷スマートIC[29]
  - （SA名称変更）  東名高速道路 上郷SA → 豊田上郷SA[29]
  - （開通）  福岡高速6号アイランドシティ線 香椎浜JCT - アイランドシティ出入口 (2.5 km)[30]
  - （開通）  国道217号 平岩松崎バイパス 大分県津久見市上青江 - セメント町 (0.8 km)[31]
  - （開通）  市道道篭合ノ元線 大分県津久見市合ノ元町 (1.1 km)[31]
  - （開通）  沖縄県道86号南風原知念線 南部東道路 南城大城IC - 南城佐敷・玉城IC (2.0 km)[32][33]
- 28日
  - （拡幅）  国道278号 函館新外環状道路 空港道路 函館IC/JCT - 赤川IC (2.4 km) (2車線→4車線)[34]
  - （開通）  国道278号 函館新外環状道路 空港道路 赤川IC - 函館空港IC (7.6 km)[34]
  - （開通）  国道106号 宮古盛岡横断道路 宮古箱石道路 岩手県宮古市蟇目 - 腹帯 (7.0 km)[18]
  - （開通）  国道106号 宮古盛岡横断道路 宮古箱石道路 岩手県宮古市川井 - 箱石 (7.0 km)[18]
  - （開通）  国道106号 宮古盛岡横断道路 平津戸松草道路 岩手県宮古市平津戸 - 区界 (7.0 km)[18]
  - （IC供用）  東北自動車道 矢板北スマートIC[35]
  - （IC供用）  関越自動車道 寄居スマートIC（上り線出入口）[36]
  - （開通）  長野県道60号長野荒瀬原線（都市計画道路高田若槻線） 桐原〜吉田工区 長野県長野市桐原（桐原交差点） - 吉田（長野吉田高校東交差点） (0.8 km)[37]
  - （IC供用）  中央自動車道 座光寺スマートIC[38]
  - （IC供用）  東海北陸自動車道 一宮稲沢北IC[39]
  - （開通）  国道212号 響峠バイパス 大分県日田市大山町西大山 (2.4 km)[40][41]
  - （開通）  都城志布志道路 飯野松山都城線 金御岳工区・末吉道路 金御岳IC - 末吉IC (5.8 km)[6][7]
- 29日
  - （路線名称変更・路線短縮）  長野県道375号大豆島吉田線 → 長野県道375号大豆島東和田線[42]
- 30日
  - （拡幅）  常磐自動車道 いわき中央IC - いわき四倉IC (12.8 km) (2車線→4車線)[43]
  - （PA供用）  阪神高速4号湾岸線 高石PA[44]
- 31日
  - （IC供用）  東名高速道路 綾瀬スマートIC[45]
  - （拡幅）  徳島自動車道 土成IC - 脇町IC (7.5 km) (2車線→4車線)[46][47]

### 4月
- 10日
  - （開通）  新東名高速道路 新御殿場IC - 御殿場JCT (7.1 km)[48]
  - （開通）  国道138号 須走道路・御殿場バイパス（西区間） 須走口南IC - ぐみ沢IC (5.2 km)[49]
- 13日
  - （開通）  宮城県道2号石巻鮎川線 十八成浜復興道路の一部 (0.67 km)[50]
- 15日
  - （路線廃止）  長野県道371号療養所上野線[51]
- 16日
  - （開通）  新月汝矣地下道路 (7.5 km)[52]
- 24日
  - （開通）  国道115号 東北中央自動車道 相馬福島道路 霊山IC - 伊達桑折IC (10.2 km)[53]
- 28日
  - （開通）  神奈川県道731号矢倉沢仙石原線 神奈川県南足柄市矢倉沢 - 足柄下郡箱根町仙石原 (10.9 km)[54]
  - （拡幅）  国道8号 小松バイパス 石川県小松市能美町 - 佐々木町 (0.9 km) (2車線→4車線)[55]
  - （開通）  首都圏第二循環高速道路 麻道JCT - 華城JCT (18.3 km)[56]
- 29日
  - （IC供用）  伊勢自動車道 多気ヴィソンスマートIC[57]

### 5月
- 1日
  - （開通）  名古屋第二環状自動車道 名古屋西JCT - 飛島JCT (12.2 km)[58]
- 10日
  - （IC廃止）  首都高速都心環状線 呉服橋出入口（首都高速道路日本橋区間地下化事業に伴うもの）[59]
  - （IC廃止）  首都高速都心環状線 江戸橋出入口（首都高速道路日本橋区間地下化事業に伴うもの）[59]
- 29日
  - （長期間閉鎖解除）  首都高速湾岸線 浮島入口（冠水対策工事のため、2021年（令和3年）3月5日から閉鎖されていた。）[60]
- 30日
  - （TB廃止）  阪神高速4号湾岸線 泉大津本線料金所[61]
  - （開通）  福岡県道245号新北九州空港線 苅田工区 (1.1 km)[62][63]

### 6月
- 13日
  - （拡幅）  常磐自動車道 いわき四倉IC - 広野IC (13.8 km) (2車線→4車線)[64]
- 16日
  - （開通）  茨城県道145号上吉影岩間線 茨城空港アクセス道路 茨城県小美玉市竹原 - 竹原中郷 (2.0 km)[65]
- 30日
  - （開通）  国道500号 小石原川ダム付替道路 (5.2 km)[66][67]

### 7月
- 10日
  - （開通）  国道45号 三陸沿岸道路 田野畑道路 岩手県下閉伊郡田野畑村大芦 - 田野畑 (6.0 km)[68]
- 17日
  - （IC供用）  新東名高速道路 新磐田スマートIC[69]
  - （開通）  東九州自動車道 志布志IC - 鹿屋串良JCT (19.2 km)[70]
- 19日
  - （長期通行止め）  国道8号 栗東第二IC 近江八幡方面出口（野洲栗東バイパス工事）[71]
- 21日
  - （ICランプ供用）  国道138号 須走道路 須走口南IC（箱根方面入口）[72]
- 24日
  - （開通）  国道444号 有明海沿岸道路 佐賀福富道路 芦刈南IC - 福富IC (3.5 km)[73]
- 28日
  - （無料開放）  狭山環状有料道路 全線 (1.8 km)[74]
- 31日
  - （開通）  国道58号 名護東道路 世冨慶IC - 数久田IC (2.6 km)[75]

### 8月
- 1日
  - （路線廃止）  東京都道171号相原停車場線[76]
- 3日
  - （架替・開通）  国道18号 妙高大橋（新橋） 新潟県妙高市二俣 - 坂口新田 (1.1 km)[77]
- 4日
  - （開通）  国道293号 楡木バイパス 栃木県鹿沼市下奈良部町 (0.7 km)[78]
- 10日
  - （開通）  福島県道382号豊間四倉線 塩屋崎工区 福島県いわき市平豊間字塩屋町地内 (0.9 km)[79]
- 21日
  - （開通）  国道218号 九州中央自動車道 高千穂日之影道路 日之影深角IC - 平底交差点 (2.3 km)[80]
- 29日
  - （開通）  中部横断自動車道 南部IC - 下部温泉早川IC (13.2 km)[81]
  - （開通）  国道42号 近畿自動車道紀勢線 熊野尾鷲道路（II期） 尾鷲北IC - 尾鷲南IC (5.4 km)[82]

### 9月
- 3日
  - （開通）  国道327号 尾平トンネル (2.0 km)[83]
- 10日
  - （拡幅）  国道17号 熊谷渋川連絡道路 上武道路 群馬県前橋市上泉町 - 鳥取町 (2.6 km) (2車線→4車線)[84]
  - （開通）  沖縄県道214号石垣空港線 沖縄県石垣市字宮良 - 石垣市字盛山(2.0 km)[85]
- 12日
  - （開通）  国道407号 鶴ヶ島日高バイパス 埼玉県鶴ヶ島市高倉 - 日高市森戸新田 (1.3 km)[86][87]
- 22日
  - （立体化）  国道4号 新4号国道 春日部古河バイパス 幸主跨道橋下り線 (0.7 km)[88]
- 30日
  - （開通）  国道17号 六日町バイパス 新潟県南魚沼市余川 (0.8 km)[89]

### 10月
- 6日
  - （長期通行止め）  国道8号 栗東第二IC 名神栗東IC方面入口（野洲栗東バイパス工事）[90]
- 8日
  - （開通）  国道119号 水無バイパス 栃木県日光市森友 - 大室 (2.9 km)[91]
  - （開通）  茨城県道・栃木県道45号つくば真岡線 明石バイパス 茨城県つくば市高野原新田 - 洞下 (1.0 km)[92]
- 11日
  - （開通）  国道56号 増田視距改良 愛媛県南宇和郡愛南町増田 (0.6 km)[93]
- 23日
  - （開通）  国道461号 水府里美拡幅 北沢トンネル 茨城県常陸太田市下高倉町 - 折橋町 (2.3 km)[94]
- 27日
  - （路線統合）  岐阜県道322号畑佐和良線 + 岐阜県道323号鹿倉白山線 → 岐阜県道329号美並和良明宝線[95]

### 11月
- 2日
  - （拡幅）  国道138号 新屋拡幅 道の駅富士吉田前交差点改良 (0.5 km) (2車線→4車線)[96]
- 8日
  - （開通）  広島県道36号高田沖美江田島線 高祖バイパス 広島県江田島市沖美町高祖 (0.88 km)[97]
- 20日
  - （開通）  国道398号 崎山工区 崎山トンネル 宮城県牡鹿郡女川町石浜 - 桐ヶ崎 (1.0 km)[98]
- 28日
  - （開通）  国道19号 桜沢改良 長野県塩尻市贄川 - 宗賀 (2.1 km)[99]
- 29日
  - （開通）  国道340号 今泉大橋工区 (2.6 km)[100]

### 12月
- 1日
  - （規制緩和）  東関東自動車道 四街道IC - 成田IC/JCT (20.3 km) の最高速度を110 km/hに引き上げ[101]。
  - （拡幅）  国道18号 上新バイパス 新潟県上越市寺町 - 岡原 (1.8 km) (2車線→4車線)[102]
- 4日
  - （IC供用）  東北自動車道 平泉スマートIC[103]
  - （開通）  国道33号 高知松山自動車道 高知西バイパス 鎌田IC - 波川IC (1.5 km)[104]
- 11日
  - （開通）  東北中央自動車道 村山本飯田IC - 大石田村山IC (4.5 km)[105]
  - （開通）  国道17号 浦佐バイパス 新潟県魚沼市大浦 - 虫野 (1.0 km)[106]
- 15日
  - （拡幅）  国道46号 盛岡西バイパス 岩手県盛岡市中太田深持（深持交差点北側） - 上太田蔵戸前（八卦交差点北側） (2車線→4車線)[107]
- 17日
  - （開通）  みやぎ県北高速幹線道路 佐沼工区 佐沼北交差点 - 佐沼IC (3.6 km)[108][109]
- 18日
  - （開通）  国道45号 三陸沿岸道路 野田久慈道路 岩手県下閉伊郡普代村第16地割 - 久慈IC (25.0 km)[110]
  - （拡幅）  阪和自動車道 御坊IC - 印南IC (8.7 km) (2車線→4車線)[111]
  - （拡幅）  国道42号 近畿自動車道紀勢線 湯浅御坊道路 有田IC - 御坊IC (19.4 km) (2車線→4車線)[111]
  - （フルIC化）  国道42号 近畿自動車道紀勢線 湯浅御坊道路 川辺IC（南紀田辺IC方面出入口）[111]
  - （開通）  国道11号 大内白鳥バイパス 香川県東かがわ市松崎 - 土居 (1.4 km)[112]
  - （開通）  国道56号 増田視距改良 愛媛県南宇和郡愛南町増田 (0.6 km)[113]
- 23日
  - （開通）  国道398号 相川復興道路 宮城県石巻市北上町十三浜猪の沢 - 北上町十三浜浪田 (1.9 km)[114]
- 25日
  - （開通）  国道197号 野越バイパス 高知県高岡郡津野町高野 - 檮原町神在居 (1.9 km)[115]